# Sakon Nakhon
Sakon Nakhon es una ciudad de Tailandia, en la región de Isan, capital de la provincia de Sakon Nakhon.
Tiene una población de aproximadamente 76.000 habitantes. Cuenta con un aeropuerto regional en el norte. Durante la Segunda Guerra Mundial, la ciudad se convirtió en un refugio para el Movimiento Tailandés Libre, y una base para las actividades de la insurgencia comunistas a finales de la década de 1950. El pescado y el arroz son dos de los más importantes productos de la región. El lago más grande del nordeste de Tailandia está situado al norte de la ciudad, conocido como Nong Han.